# Ett godt berådh och wälbetänckt modh
Ett godt berådh och wälbetänckt modh är en psalm med 14 verser, som troligen endast finns med i 1695 års svenska psalmbok nr 226. Upphovet till psalmen är okänt, men enligt Högmarck  är psalmen av Ab. Andreae vilket är densamme ärkebiskop som avled efter åtta års fångenskap på Gripsholms slott år 1607, (d.v.s Abraham Angermannus), då han begått brott mot kyrkans liturgi.

## Publicerad i
- 1695 års psalmbok 14 verser, som nr 226 under rubriken "Om Gudz Ord och Församling".

## Fotnoter
1. ↑  Högmarck, Lars, Psalmeopoeographia, Stockholm, 1736.